# Micaela, una película mágica
Micaela, una película mágica es una película de Argentina filmada en colores dirigida por Rosanna Manfredi sobre el guion de Fernando Azpir escrito con la colaboración de Len Cole, Jorge Malatesta, Lucas McCall y Alejandro Premona que se estrenó el 3 de octubre de 2002 y fue realizado utilizando parcialmente animación.

## Sinopsis
Micaela es una niña pequeña que adora a los animales, dibujar y jugar con sus amigos; un día traspasa la puerta a otro mundo y se convierte en un dibujo animado con la misión de combatir al malvado Dr. Black que pretende utilizar una fórmula mágica que quitará el color al mundo.

## Reparto
Participaron del filme los siguientes intérpretes:
- Micaela Casotto...Micaela
- Mario Bogado…Mario
- Tomás Crespo...Tommy
- Luciano Acosta...Luciano
- Brenda Mora... Geri
- Camila Franco...Camila
- Arialdo Jiménez...Dr. Black
- Daniel Kargieman...Grisáceo
- Chunchuna Villafañe...Abuela de Micaela
- Pipo Cipolatti...Relatos
- Adolfo Stambulsky...Tamañin / Monito (voz)
- Pelusa Suero...Camaleón / Monstruo (voz)
- Daniel Guerrero...Dr. Black (voz)
- Susana Sisto…Tan-Tan / Ratón 1 / Madre de Juanchi (voz)
- Luis Albornoz...Rey de Fantasia / Cloritto (voz)
- Clara Lutter...Ratón 2 (voz)
- Andrea Baez...Pulpo / Ratón 3 (voz)
- Marcela Raimondi...Madre de Camila
- Mariana Malamud...Maestra de Micaela
- Malena Franco...Hermanita de Camila
- Victoria De La Rúa...Periodista
- Patricia Sadi...Maestra 2
- Lidia Larrehulet...Directora
- Uriel Milstein...Cazador
- Silvia Mañanes...Madre de Geri
- Elbio Terán...Padre de Tomy
- Juan Álvarez...Pescador 1
- Pablo Álvarez...Pescador 2
- Roberto Alfredo...Pescador 3

## Comentarios
Isabel Croce en La Prensa escribió:

”Castillos maravillosos, Bichos exóticos y personajes tridimensionales; aventuras en el bosque en un gran esfuerzo dedicado a chicos de tres a diez años”.

Demián Aiello en el sitio web cinenacional.com opinó:

”Llena de obviedades, errores de continuidad y escenas patéticas, como la de la supuesta entrada de un niño de la platea a la pantalla.”

Manrupe y Portela dijeron:

”Intento fallido de combinar animación (2D y 3D) con actores, en el que además de un guion sin originalidad ni gracia, es notable la falta de conocimiento del público, como la ausencia de equilibrio entre el presupuesto y lo que se pretendió hacer…El proyecto estuvo demorado por falta de fondos.”